# Средства массовой информации Черногории
Средства массовой информации в Черногории ― средства (органы) повседневной практики сбора, обработки и распространения информации, предназначенной для массовых аудиторий, в Черногории. Телевидение, журналы и газеты управляются как государственными, так и коммерческими корпорациями. Они финансируются за счёт рекламы, подписки и других источников доходов, связанных с продажами. Конституция Черногории гарантирует свободу СМИ. Считается, что система СМИ в Черногории как в стране с переходной экономикой находится в стадии трансформации.

## История
Первая радиостанция на Балканах и в Юго-Восточной Европе в целом была открыта в Черногории: это был передатчик на холме Волужица недалеко от Бара, установленный князем Николой I Петровичем-Негошем 3 августа 1904 года. Радио Цетинье начало вещание 27 ноября 1944 года, а в 1949 году было образовано Radio Titograd. В 1990 году оно сменило название на Radio Crna Gora.
В 1957 году на горе Ловчен была установлена первая телевизионная антенна. Через неё удалось получить фотографии из Италии. RTV Titograd был создано в 1963 году для производства оригинальных телепрограмм и впоследствии стало RTCG. Первой передачей TVCG в Белграде стала новостной программа, вышедшая в 1964 году.

## Законодательная база
Правовая база Черногории считается хорошо структурированной и с формально достаточно высоким уровнем защиты СМИ. Конституция обеспечивают свободу слова и печати. Их ограничения оправданы только для в целях защиты прав граждан на достоинство, репутацию и честь или по соображениям общественной морали и национальной безопасности. Закон предусматривает уголовную ответственность за разжигание ненависти и нетерпимости на национальной, расовой и религиозной почве, и по этим основаниям возбуждались уголовные дела. В ноябре 2014 года нарушение запретов на разжигание ненависти стало причиной гонений на СМИ.
К законам, касающимся свободы СМИ и свободы печати в Черногории, относится Закон о службах общественного вещания Черногории, Закон о СМИ, Закон об электронных СМИ и Закон о доступе к информации. Кроме того, Закон о выборах обязывает коммерческие средства массовой информации, а также радио и телевидение Черногории гарантировать равный доступ к СМИ для всех кандидатов. Однако его реализация остаётся непоследовательной.
Издания могут публиковаться без согласования и подлежат только регистрации в органах власти. Вещателям необходимо получить лицензию. Отдельные лица могут критиковать правительство публично или в частном порядке без каких-либо преследований. После отмены уголовного закона о клевете в 2011 году парламент принял закон об амнистии для лиц, осуждённых за клевету и оскорбление. Право на ответ и право на исправление гарантированы; цензура запрещена. Государственные учреждения должны гарантировать право граждан на доступ к информации.
Конституция и законы запрещают произвольное вмешательство в частную жизнь, семью, дом или корреспонденцию без санкции суда или юридической необходимости, а также запрещают полиции проведение обыска жилища, проведение операций под прикрытием или наблюдения без соответствующего ордера. Правительство в целом соблюдает запреты, касающиеся физических обысков и обысков имущества, но в меньшей степени соблюдает требования в отношении цифровой конфиденциальности.
Закон требует того от Агентства национальной безопасности получение разрешения суда на прослушивание телефонных разговоров, но, как сообщается, власти используют прослушивание телефонных разговоров и слежку ненадлежащим образом в отношении оппозиционных партий, представителей международного сообщества, НКО и других групп без соответствующих юридических полномочий. НКО Alternativa заявила, что в течение 2011 года АНБ осуществляло тайное наблюдение и сбор данных в отношении 113 человек. Добавляется, что полиция и прокуратура незаконно отслеживают электронные сообщения граждан и не учитывают, сколько людей или интернет-адресов они отслеживают.
Конституция Черногории гарантирует право на доступ к информации, а Закон о свободе информации 2005 года даёт журналистам и гражданам право требовать раскрытия публичной информации. Тем не менее, исполнительная власть по-прежнему настороженно относится к раскрытию информации о предполагаемых случаях коррупции, и было зарегистрировано несколько случаев, когда власти не соблюдали сроки, установленные законом. Регуляторам СМИ не хватает финансовой независимости и возможностей для мониторинга.
Агентство электронных средств массовой информации (AEM) и Агентство электронных коммуникаций и почтовых дел (EKIP) являются двумя регулирующими органами, наделёнными широкими полномочиями в этом секторе. Несмотря на то, что они должны исполнять роль независимых регулирующих органов, обе организации подверглись обвинению в том, что они не являются полностью независимыми и в их работу вмешиваются политики.

### Статус журналистов
Законодательство Черногории не даёт юридического определения журналиста. Любое лицо, производящее информацию для СМИ, считается журналистом, независимо от того, работает оно по договору или трудится внештатно. Гарантии занятости для журналистов отсутствуют, и часть их зарплаты часто перечисляется редакторами в конверте, чтобы избежать бухгалтерского учёта и налогов. Средняя зарплата журналиста до вычета налогов составляет около 500 евро в месяц (средняя чистая заработная плата составляет 475 евро в месяц) и может достигать 200 евро в месяц для сотрудников начального уровня.
Нападения на журналистов и СМИ также часты, и безнаказанность вызывает озабоченность общественности. Ответственный за убийство в 2003 году Душко Йовановича, бывший главный редактор ежедневной газеты Dan, до сих пор не найден. Туфик Софтич, журналист Vijesti и Monitor, был ранен в результате взрыва взрывного устройства перед своим домом в августе 2013 года.
Объединение журналистов в профсоюзы становится всё более и более распространённым после создания в 2013 году профсоюза работников СМИ, члена Национальной ассоциации свободных профсоюзов.
Этический кодекс журналистов 2002 года считается устаревшим, особенно в отношении онлайн-контента. Создание новой системы саморегулирования давно застопорилось. В марте 2012 года представители 19 печатных и электронных СМИ сформировали совет СМИ по саморегулированию. Однако некоторые из наиболее влиятельных СМИ отказались присоединиться к группе, которую они назвали чрезмерно провластной. Они указали, что сформируют отдельный механизм саморегулирования. Группа небольших местных СМИ из северного региона страны создала собственный совет по саморегулированию.
Только три саморегулируемых органа в стране считаются действующими: Совет по саморегулированию СМИ, Саморегулируемый совет по местной прессе и Омбудсмен TV Vijesti, появившийся в 2013 году. Перед первым из них стоит задача публикации отчётов и принятия решений по апелляциям. Он также предлагает себя в качестве посредника между СМИ и недовольными клиентами, даже если заинтересованные СМИ не входят в число его членов (хотя это противоречит принципу саморегулирования). Наблюдатели выявили в его работе случаи политической предвзятости.
Профессионализм среди журналистов не получил широкого распространения. Принципы этики часто нарушаются, например, с точки зрения презумпции невиновности, результатов судебных разбирательств, вводящих в заблуждение названий и дискредитации конкурентов. Сообщения СМИ редко бывают сбалансированными.
Журналисты имеют право на защиту своих источников, хотя это не признаётся Кодексом журналистской этики. Привилегия журналистов также часто не соблюдается органами государственной власти. Так, в 2012 году во время судебного разбирательства по делу о разглашении гостайны сторона обвинения попросило главного редактора Dan раскрыть свои источники о возможных случаях коррупции в ранее принадлежавшей государству телекоммуникационной компании.